# Trigonura elegans
Trigonura elegans is een vliesvleugelig insect uit de familie bronswespen (Chalcididae). De wetenschappelijke naam is voor het eerst geldig gepubliceerd in 1887 door Provancher.